# 後藤郁子
後藤 郁子（ごとう いくこ、1903年 - 1996年）は、日本のプロレタリア・ロマン派詩人。戸籍名は、内野郁子。旧姓の後藤がペンネームとなっている。夫は内野健児（ペンネーム：新井徹）。夫と、当時、日本統治下の朝鮮における民族差別を目の当たりにしたことと、治安維持法の名の下に、文芸等文化活動の検閲などによる無茶苦茶な弾圧を知る。しかし、そんな社会状況の中での詩作活動等を継続、プロレタリア詩誌『詩精神』に代表される幾つかの詩誌編纂に携わった。

## 経歴

### 誕生～1944年
後藤郁子は、栃木県上都賀郡足尾字小滝にて、鉱山技師の父愛五郎と母みつの長女として、1903年（明治36年）6月に誕生した。幼い頃より書画や琴などを好み、稽古する環境にあった。兄弟姉妹は、郁子を含めて全部で9人（武夫、文雄、勲、勝也、トシオ；郁子、八重子、喜代子、章子）いた。父の職業の関係上、全国各地の鉱山（新潟の佐渡、栃木の足尾、長崎の対馬、大阪の神戸）などを転々とした。後に夫になる内野健児の郷里である長崎の対馬に、小5より女高2まで5年間、生活していた。ただし、卒業時は大阪にいて、大阪府立梅田高等女学校（現：府立大手前高等学校）を卒業した。
その翌年、父の失業で「これから一家で東京に出て働くか、それとも義妹のいる北海道の札幌に出て働くか」で悩まされ、結局、札幌を一家で選択した。長い厳しい北海道の冬の生活を一家兄弟姉妹9人の力合わせの生活で過ごさないといけなくなり、生活自体に苦しいところもあった。しかし、その翌年（1923年）の関東大震災に遭遇しなかった幸運な選択でもあった。そんな中、対馬の女学校時代の律野稲子から、「同郷の内野健児と付き合ってみたらどうか。ただし、彼は、今、朝鮮にいて中学の先生をしているが」とのこと。そして、遠距離の手紙交換から2人の交際が始まった。
同時に、間もなく内野から、第一詩集『土墻に描く』が送られてきた。当時、後藤郁子20歳、内野健児25歳であった。2年後の1925年に2人は結婚した。生活の場は、朝鮮の京城（今のソウル）であった。後藤郁子は、その2年後に第一詩集『午前零時』（森林社）を出版した。同時に、当時の『アサヒグラフ』に『海の人』なる随筆をポートレート共掲載された。しかし、詩集の検閲を受けた翌年の1928年、「後藤郁子・内野健児の詩集は、いずれも、日本の植民地政策に反する生々しい表現がある」と、朝鮮総督府による追放宣言を受けた。仕方なく、日本統治下の朝鮮半島から東京に移住した。2年後の1930年に夫健児は三鷹の明星学園勤務が決まり、翌年には、郁子の第二詩集『真昼の花』（宣言社）を出版した。1934年には、それまでも何度か創刊廃止していた詩誌の集大成とも言うべき詩誌『詩精神』を創刊。もっとも、これらの詩誌の創刊は、いずれも健児との共同編集ではある。
1935年、『詩精神』に掲載した詩篇『貝殻墓地』に吉田たか子が作曲し、吉田自らの指揮で四家文子の独唱による発表会が日比谷公会堂で催された。昭和も10年代に入ると、2・26事件（1936年）、支那事変（1937年）などに代表されるように、戦局も迫り検閲等の弾圧も酷くなり、詩作活動もままならず、仲間も赤紙徴用で戦地に送り込まれ、社会的にも2人にとっても低調となった。そんな中で、2人の子供を出産した。しかし、2人目の子供が生まれて2年半後、敗戦の前年（1944年4月）に夫健児は結核で死去。45歳であった。

### 1944年以降
42歳を迎えた郁子には、詩作の筆を折らざるを得ない状況となった。夫との別れのみならず、悲しい別れの連鎖があった。原爆の投下による敗戦の前年に夫と義母、敗戦の年に義父と義姉（神戸空襲罹災）を亡くした。しかも、終戦間近で空襲も激しいので、東京を畳んで、従妹の代になっている岩手の実家（鳩岡崎）に疎開した。慣れない田舎暮らしと戦中・戦後の食糧不足のため、鳩岡崎⇒黒沢尻（今の北上市）⇒沼宮内⇒黒沢尻⇒新田開拓村萓刈場製材所⇒黒沢尻などと、転々と生活のよりどころ探しの生活だった。その間に「右人差し指の第一関節切断」という大きな医療ミスを受けた。終戦を契機に義妹が東京での生活を考えたらどうかと、迎えに来たので、東京へ出てGHQ関連の病院賄婦の仕事を紹介してもらった。しばらくすると進駐軍も退去し、日本の病院勤務となった。母子家庭の貧乏暮らしだったが、生活も落ち着きを徐々にとり戻して、戦前の詩人仲間との連絡も取れた。

しかし、日々の生活に追われることも多く、主に子供の成長を見届ける中、詩作もわずかながら続けていた。62歳（1965年）の時に第三詩集である『新井徹　詩人が歌わねばならぬとき　後藤郁子　貝殻墓地』（思潮社）を出版した。そこには、戦後詩作編として溜めた新作の17作、及び、戦中詩作編として『貝殻墓地』他計15作、第一詩集『午前零時』より17作抜粋、第二詩集『真昼の花』より16作抜粋、及び、新たなる随筆『新井徹との道』などからなる合本詩集だった。この出版を機会に、テレビ朝日の朝のワイドショー「木島則夫ショー」に呼ばれて出演、第三詩集について語っている。その後、雑誌の『三千里』誌上に任展慧氏の『朝鮮時代の内野健児』の掲載があり、さらに、任氏の呼びかけで、内野健児の教え子の佐藤悦三の他、大江満雄、小田切秀雄、村松武司らにより刊行委員会が立ち上がり、『新井徹の全仕事』（創樹社）が1983年に出版されている。その刊行に際し、妻として、詩人として協力している。当時、郁子は80歳で、前の年に原因不明のボヤ騒ぎを起こしたが、『全仕事』の原稿は発行所に送付済みで無事であり、予定通り刊行された。90歳の時、「20世紀女性詩選」に選定された。1996年（平成14年）に体調を崩し4か月入院、退院後、肺炎となり、同年9月15日に身を寄せていた長女宅で死亡。93歳だった。

## 著作・文献

### 自著
- 午前零時　（森林社）
- 真昼の花　（宣言社）
- 新井徹　詩人がうたわねばならぬとき　後藤郁子　貝殻墓地　（思潮杜）

### 関連文献
- 新井徹の全仕事　（創樹社）

## 代表詩

### 海の人（1927年）
海に来て　おお海に来て

はるかなる人を噂しつつ　泪しぬ

何の泪ぞと傍への人にわれから聞ひて笑み

泪ぬぐへど　ながれて止まず

彼の人にあらず　あらず

なつかしき彼方の幻ぞ　我がイデアなり

寂しき祝福を彼の人は今も知るや

寂しき祝福を彼の人は今も送り給ふや

寂しき祝福は海の中の波にあらずや

時くれば　潮みち来るを待たず

此の海の地を立ち去る如く

人は恒に過ぎゆくか

われは黙して海をみる

はた空に翳せる

うみを見る

### 或る朝鮮少女（かしいな）に（1927年）
青々とした葉かげに三個（つ）四個（つ）

黄金（こがね）の杏子（あんず）のついた一枝を右手に提げて

水いろの裳（チマ）－裾長く、桃色（ピンク）の上衣を着た

あなたが

向うからぶらぶら歩いて来る。佳き朝鮮少女（かしいな）

あなたの年は十七位（くらい）、おお住（よ）いとき！

私はあなたに別に挨拶がない。あなたは無論

あなたはすれちがった。

あなたの手の、杏子（あんず）の、黄金（こがね）の光沢（つや）に

桃色の上衣のうら若さに、裳（チマ）のすずしさに

おお親しさに、私は一度、一度だけ振り返った

（私は振り返ることか嫌いであった）

長い三つ編にした下げ髪の尖端（さき）に、

朱赤（まっか）な原色のリボンが三角旗のようにひるがえり

木履（くつ）は外輪（そとわ）に。頭（くび）を真つすぐに立て

軽く杏子の枝を振りながら

悠（ゆう）々と歩いて行く

粗服は元気に飾られ

私はあなたの真実の佳（うつく）しさを

其（そ）の日、その時、其処（そこ）で始めて見た